# Oberer See
Der Obere See (englisch Lake Superior; französisch Lac Supérieur, Ojibwe ᑭᒋᑲᒥ) ist der größte der fünf Großen Seen Nordamerikas sowie das nach dem Kaspischen Meer flächenmäßig zweitgrößte Binnengewässer der Erde und damit der flächenmäßig größte Süßwassersee (tiefster und vom Volumen her größter Süßwassersee ist der Baikalsee in Sibirien).
Durch den Oberen See verläuft die Grenze zwischen Kanada und den Vereinigten Staaten. Sein Wasserspiegel liegt auf 184 m bei einer Gesamtfläche von 82.103 km² (entspricht etwa der Größe Österreichs). Seine größte Tiefe beträgt 406 m, vom nördlichsten Punkt bis zum südlichsten beträgt die Entfernung 290,2 km, die größte Ost-West-Ausdehnung beträgt 599,6 km. Der Obere See grenzt im Norden an die Provinz Ontario in Kanada (kanadischer Seeanteil 29.847 km², US-amerikanischer Seeanteil 52.256 km²) und den US-Bundesstaat Minnesota, im Süden an die US-Bundesstaaten Wisconsin und Michigan. Die größte Insel im See ist die Isle Royale, von Süden ragt die Keweenaw-Halbinsel weit in den See hinein.
Der Obere See ist der Große See mit der besten Wasserqualität, da im Gegensatz zu den übrigen Seen an seinem Ufer nur wenige Industrieanlagen angesiedelt sind und er nicht von den anderen Seen gespeist wird.
Der See hat über 200 Zuflüsse. Die größten sind der Nipigon River, der Saint Louis River, der Pigeon River, der Pic River, der White River, der Michipicoten River und der Kaministiquia River.
Der Obere See fließt über den Saint Marys River in den Huronsee ab und ist damit Teil des Sankt-Lorenz-Seeweges. Die Stromschnellen auf diesem Fluss erfordern Schleusen, die Soo Locks bei Sault Ste. Marie, damit Schiffe die acht Meter Höhenunterschied zum Huronsee überwinden können.

## Name
In der Sprache der Anishinabe (auch Ojibwa oder Chippewa-Indianer) wird der See „Gichigami“ („großes Wasser“) genannt. Weiterhin ist er bekannt als der „Gitche Gumee“, so wie z. B. auch in Henry Wadsworth Longfellows Epos von 1855, The Song of Hiawatha, und Gordon Lightfoots Ballade „The Wreck of the Edmund Fitzgerald“, welche vom Untergang der Edmund Fitzgerald auf dem Oberen See im November 1975 handelt. Der See wurde im 17. Jahrhundert von französischen Forschern „le lac supérieur“ (Oberer See) genannt, weil er sich oberhalb des Huronsees befindet.

## Geschichte
Der Obere See war schon für die indianische Urbevölkerung ein wichtiger Verkehrsweg, am Nordwest-Ufer münden mit dem Pigeon River und dem Kaministiquia River zwei Flüsse, die als Routen ins Innere des heutigen Kanadas dienten. Die ersten Weißen waren französische Pelzhändler, die von den Indianern diese Verbindungen gezeigt bekamen. Die sogenannte Grand Portage am Pigeon River wurde zum Handelsstützpunkt ausgebaut, die 1783 von französischstämmigen Händlern gegründete North West Company legte dort ein befestigtes Lager an, in das sie im Sommerhalbjahr ihr Hauptquartier verlegten. Der rekonstruierte Stützpunkt ist heute als Grand Portage National Monument ausgewiesen.
Im 19. Jahrhundert entstanden Bergbausiedlungen rund um den See, insbesondere Eisenerz wurde abgebaut und per Schiff über den See transportiert. Duluth ist heute der umsatzstärkste Binnenhafen der Vereinigten Staaten, Steinkohle und Eisenerz sind die wichtigsten Güter.

## Tourismus und Naturschutz
Heute spielt der Tourismus eine wichtige Rolle, das milde Klima macht das Gebiet im Sommer und Winter zu einem beliebten Ziel. Fischen, Bootfahren, Wandern, im Winter Skilanglauf und Schneemobilfahren sind die häufigsten Aktivitäten. Die Wasserqualität macht den See trotz der geringen Temperaturen zu einem attraktiven Tauchgebiet.
Seit 2007 steht ein erheblicher Teil der kanadischen Küste des Sees unter Schutz. Dort befindet sich die Lake Superior National Marine Conservation Area.

## Schifffahrt
Der Obere See ist eine wichtige Transportroute für Eisenerz und andere Bergbauprodukte. Große Frachtschiffe, sogenannte Laker und kleinere seetüchtige Schiffe der Seawaymax-Klasse transportieren solche Güter auf dem Sankt-Lorenz-Seeweg.
Das Südufer des Sees zwischen Grand Marais und Whitefish Point gilt als Schiffsfriedhof, da in diesem Gebiet mehr Schiffe untergegangen sind als in jedem anderen Teil des Sees. Diese Schiffswracks sind durch die Whitefish Point Underwater Preserve geschützt. Das letzte größere Schiff, das auf dem großen See in einem Sturm gesunken ist, war die Edmund Fitzgerald. Dieses Schiff war am 10. November 1975 rund 27 km von Whitefish Point entfernt mit 29 Besatzungsmitgliedern an Bord untergegangen. In der Geschichte der Schifffahrt auf dem Oberen See haben wiederholt Stürme mehrere Schiffe zum Untergang gebracht, etwa der Mataafa-Sturm vom 28. November 1905 oder der Great Lakes Storm of 1913.
Im August 2007 etwa wurde das Wrack der Cyprus gefunden. Dieser 128 m lange Eisenerzfrachter sank in einem Sturm am 11. Oktober 1907 auf seiner zweiten Fahrt von Superior, Wisconsin nach Buffalo, New York. Das in Lorain, Ohio gebaute Schiff war erst am 17. August 1907 in Dienst gestellt worden.